# Carl Isidor Cori
Carl Isidor Cori (ur. 24 lutego 1865 w Moście, zm. 31 sierpnia 1954 w Wiedniu) – austriacki zoolog, rektor Uniwersytetu Karola w Pradze w latach 1925/26, 1927/28 i 1930/31.

## Życiorys
Syn Eduarda Coriego (1812–1889) i Rosiny z domu Trinks (zm. 1909). Ukończył studia na Uniwersytecie w Lipsku i Uniwersytecie Karola w Pradze. W 1892 habilitował się pod kierunkiem Bertholda Hatscheka. Od 1898 kierował stacją zoologiczną w Trieście. W 1908 roku został profesorem zwyczajnym. W 1932 roku został członkiem Niemieckiej Akademii Przyrodników Leopoldina.
W 1892 w Pradze ożenił się z Marią Lippich (1870–1922), córką Ferdinanda Lippicha. Syn Carl Ferdinand Cori otrzymał w 1947 Nagrodę Nobla w dziedzinie medycyny. Córka Margarete (ur. 1905) wyszła za mąż za genetyka Felixa Mainxa.

## Dorobek naukowy
Zajmował się głównie anatomią porównawczą bezkręgowców, przede wszystkim kielichowatych i kryzelnic.

## Wybrane prace
- Die Nephridien der Cristatella. Zeitschrift für wissenschaftliche Zoologie 55, s. 626-644, 1893
- Das Auftriebsieb – Eine Vorrichtung zum Reinigen, Sortiren und Conserviren des pelagischen Auftriebes, 1893
- Das Objecttischaquarium. Lotos 13, 1893
- Carl Isidor Cori, Heinrich Georg Bronn: Klassen und Ordnungen des Tierreichs: Würmer, 1904
- Das Blutgefäßsystem des jungen Ammocoetes, 1906
- Der Naturfreund am Strande der Adria und des Mittelmeergebietes. Leipzig: W. Klinkhardt, 1910
- Die Tierwelt Deutschlands und der angrenzenden Meeresteile nach ihren Merkmalen und nach ihrer Lebensweise: Muschellinge oder Molluscoidea und Manteltiere oder Tunicata : (Kamptozoa, Phoronidea, Bryozoa, Tunicata, Ascidiae). Jena: G. Fischer 1930
- Die Biologie in ihrer Beziehung zur Medizin : Rektoratsrede. Prag, 1931
- Biologie der Tiere: Entwicklung, Bau und Leistung des Tierkörpes. Eine Einführung für Studierende der Medizin und der Naturwissenschaften. Berlin: Urban & Schwarzenberg 1935
- Kamptozoa, Phoronidea, Bryozoa, W: Handbuch der Zoologie, 1929–1941